# U.S. Route 67 (Illinois)
La U.S. Route 67 o Ruta Federal 67 (abreviada US 67) es una autopista federal ubicada en el estado de Illinois. La autopista inicia en el sur desde la US 67  en Alton hacia el norte en la US 67  en Rock Island. La autopista tiene una longitud de 344,4 km (213.99 mi).

## Mantenimiento
Al igual que las carreteras estatales, las carreteras interestatales, y el resto de rutas federales, la U.S. Route 67 es administrada y mantenida por el Departamento de Transporte de Illinois por sus siglas en inglés IDOT.

## Cruces
La U.S. Route 67 es atravesada principalmente por la  I 72  US 36  US 24  US 34 .